# ابوالفضل حسن‌بیگی
ابوالفضل حسن بیگی (زاده ۱۳۳۷ دامغان) سیاستمدار ایرانی است، که در ادوار سوم، چهارم و دهم مجلس شورای اسلامی، به‌عنوان نماینده دامغان، از استان سمنان در مجلس حضور داشت. حسن‌بیگی در خلال جنگ ایران و عراق از اعضای جهاد سازندگی بود و فرماندهی قرارگاه مهندسی رزمی حمزه سیدالشهداء را برعهده داشت. او به‌علت خدماتش در جنگ، دو نشان فتح درجه ۲ و ۳ دریافت کرد.

## سوابق تحصیلی
- کارشناسی علوم سیاسی از دانشگاه علامه طباطبایی
- کارشناسی ارشد علوم سیاسی گرایش امنیت ملی از دانشگاه فارابی

## تالیفات
- کتاب بیع متقابل و سرمایه‌گذاری خارجی در بهینه‌سازی و توسعهٔ میدان های نفت و گاز ایران، از منظر امنیت ملی
- کتاب سرمایه‌گذاری خارجی
- توسعه پتروشیمی از منظر منافع ملی